# バーフバリシリーズ
『バーフバリシリーズ』（Baahubali）は、インドのマルチメディア・フランチャイズ作品。テルグ語映画で活動するV・ヴィジャエーンドラ・プラサード、S・S・ラージャマウリ父子によって創造された。映画シリーズ『バーフバリ 伝説誕生』『バーフバリ 王の凱旋』から始まり、アニメ、ドラマ、小説など複数の媒体でシリーズが発表されている。映画二部作は合計43億ルピーの製作費が投じられ、『バーフバリ 伝説誕生』は2015年7月10日、『バーフバリ 王の凱旋』は2017年4月28日に公開された。2017年3月7日には小説『ザ・ライズ・オブ・シヴァガミ』が刊行され、4月19日からはアニメシリーズ『バーフバリ 失われた伝説』がAmazonプライム・ビデオで配信された。

## 映画シリーズ

### 製作

#### 企画
2011年2月、S・S・ラージャマウリは次回作の主演にテルグ語映画の俳優プラバースを起用することを発表した。2013年1月には次回作のワーキングタイトルが「Baahubali」であることが発表され、後に正式なタイトルに採用された。音響監督のP・M・サティーシュによると、音響製作に当たり音響機器から「時代遅れの音」を除去することに苦労したという。キャストのプラバース、ラーナー・ダッグバーティ、アヌシュカ・シェッティは役作りのために剣術を学び、プラバースとラーナーはこれに加えて乗馬を学んでいる。2013年10月に映画が二部作で製作されていることが発表され、ラージャマウリは二部作となった理由について「王国を懸けて戦う兄弟の物語は規模が大き過ぎて、映画1本分の中には収まり切らなかったため」と語っている。マダン・カールキはタミル語版の台詞を手掛けるため起用され、台詞は『Manohara』『Nadodi Mannan』など往年のタミル語歴史映画のような清廉なものになるだろうと語っている。アクション監督にはピーター・ハインが起用され、特定のシーンでは2000人のエキストラと象を動員して撮影している。撮影監督にはK・K・センティル・クマールが起用されている。ラージャマウリは製作に際して『マハーバーラタ』から強いインスピレーションを得たと語っており、映画の舞台にはインドの古代都市からインスピレーションを得たマヒシュマティ王国を設定している。
2014年1月上旬、ソデーのマーターは映画製作者に対して法的通知書を送付し、映画のタイトル「Baahubali」がジャイナ教の伝承上の人物であるバーフバリと同一であり、「映画が暴力的な内容であるため、ジャイナ教の教義アヒンサーに悪い印象を与える」として製作に反対した。数日後、プロデューサーのショーブ・ヤーララガッダは「映画はバーフバリやジャイナ教は無関係です。物語はV・ヴィジャエーンドラ・プラサードが描いた完全なフィクションであり、「バーフバリ」は主人公の持つ力を意味しています」と述べつつ、法的通知書を受け取っていないことを明かした。2015年5月上旬に最初の宣伝ポスターが公開されるが、女性の手が水面から幼児を引き上げるポスターは「独創性に欠ける」として批判された。デカン・クロニクルは宣伝ポスターが『サイモン・バーチ』と類似していると指摘している。
ショーブ・ヤーララガッダは音響製作について、「『バーフバリ』は音響製作を重視している数少ない南インド映画の一つです。シンクサウンドを使用するという考えは捨て、撮影セット全体に様々な種類のマイクを設置して自然な音を演出したのです」と語っている。プロダクションデザイナーにはサーブ・シリルが起用され、彼はザ・タイムズ・オブ・インディアの取材に対して「常に『バーフバリ』のセットに挑んでいます。このミスが許されない時代劇映画に大きな責任を感じています。椅子、玉座、宮殿、剣、鎧、衣装など全てのものがゼロから作られたのです」と語っている。2014年11月5日から14日にかけて、フォーリーサウンド技術者のフィリップ・ヴァン・リールが製作に参加してベルギーで音響製作が行われた。ラーナーは物語の内容について「マヒシュマティ王国を巡る従兄弟同士の戦争」と語っている。

#### キャスティング
主演のプラバースとアヌシュカ・シェッティは、2013年公開の『Mirchi』以来の共演となった。アヌシュカは2006年公開の『Vikramarkudu』以来のラージャマウリ作品への出演となり、『バーフバリ』に出演するために2013年から2014年までの撮影スケジュールを確保した。ラーナー・ダッグバーティはプラバース演じるバーフバリと敵対する悪役バラーラデーヴァ役として起用され、『Mirchi』でプラバースと共演したタミル語映画俳優のサティヤラージの出演も決まった。
カンナダ語映画俳優のスディープは重要な役で出演すると報じられた。彼は2013年7月に4日間の撮影に参加し、ピーター・ハイン指導のアクションシークエンスでサティヤラージと共演した。2013年4月にはアディヴィ・セッシュが起用され、彼は『Panjaa』での演技をラージャマウリに評価され、バラーラデーヴァの息子バドラ役として出演することになった。同年8月にはラムヤ・クリシュナが国母シヴァガミ役に起用されたことが発表され、ナーサルも助演俳優として出演することが決まった。12月11日にチャランディープが悪役に起用されたことが発表され、同月20日にはタマンナー・バティアが2人目のヒロイン役として出演することが決まった。

#### 役作り
ラーナーは役作りのために大幅な肉体改造を行い、ベトナム人トレーナーのトゥアンの指導を受けてマーシャルアーツを学んだ。サティヤラージは役作りのためにトンスラを行い、スディープは武器商人アスラム・カーンを演じることになった。2013年10月末にラーナーはファッションショーに出演し、肉体改造を終えた身体を披露した。2014年5月中旬にアヌシュカが映画の後編で妊娠中の女性を演じることが明らかになった。プラバースとラーナーは役作りのために撮影期間中は長髪を維持した。
2014年5月にプラバースは自身の公式Facebookで軽微な肩の手術を受けたこと、1か月以内に撮影に参加することを公表した。6月1日にプラバースとラーナーのトレーナーであるラクシュマン・レッディは、プラバースが撮影開始8か月前からトレーニングを始めたこと、2年後には2人とも体重を100キログラムに増量したことを明かしている。また、彼はプラバースはバーフバリ役のために強靭な体格が必要とされているのと同時に、第2の役柄のために細身の体格が求められていることも明かしている。2014年2月にプラバースはトレーニングのためにWWEのジ・アンダーテイカーの元を訪れ、トレーニングの方法についてやり取りを行っている。
プラバースは1500万ルピーの費用を投じて自宅にトレーニング機器を設置し、個人用ジムを整備した。彼は40個の半熟卵白にプロテイン粉末をブレンドした朝食を摂取して体力を増強した。2014年6月中旬にタマンナーは役柄について、「この映画での私の外見はこれまでと異なる新しいものになります。今までこんな外見を見たことがありません。私にとって新しい役柄になっています」と語っている。ラージャマウリは彼女の存在を映画における「付加価値」と表現しており、彼女は役作りのために特殊なトレーニングと食事制限を実施した。

#### 撮影
2013年7月6日からカルヌールのオルヴァカル・ロックガーデンで撮影が開始され、8月末からはハイデラバードのラモジ・フィルムシティで主要キャストの撮影が行われた。第2スケジュールの撮影は8月29日に終了し、10月17日からはハイデラバードで新たな撮影スケジュールが開始された。同月末にラモジ・フィルムシティで撮影用に特別に栽培していたトウモロコシ畑が、撮影1週間前に大雨で壊滅するトラブルが発生した。撮影は11月にカルヌールで再開されたが、絶えず降り続ける雨のために撮影が中止に追い込まれてしまう。この時、現場には3万人のエキストラが集まっており騒ぎが起きたが、プラバースとラーナーが騒ぎを納めた。その後、ラージャマウリはエキストラに「センターステージに向かって全員で"バーフバリ万歳"と叫んで欲しい」と依頼した。このシーンは映画の最後の場面で使用された他、「バーフバリ万歳」の掛け声は複数の重要シーンで使用されている。
カルヌールでの撮影が終了した後、スタッフは次のシーンの撮影のためにケーララ州に移動し、11月14日から撮影が開始された。しかし、同地での撮影も雨によって度々中止に追い込まれた。同地での撮影はアティラピリー滝などで行われて12月4日に終了した。この期間中、ラモジ・フィルムシティでは12月23日から主要キャストと2000人のエキストラが参加する戦闘シーンを撮影するための撮影セットが作られていた。また、「ラモジ・フィルムシティ付近にあるアナジプル村の農家が、ラージャマウリから撮影許可を求められなかったことに腹を立て、撮影を妨害しようとする騒ぎが起きた」と報じられたが、ラージャマウリは報道を否定している。撮影チームは年末に2日間の休暇を設け、2014年1月3日から撮影が再開された。1月中旬にラモジ・フィルムシティにマヒシュマティ王国中心部の撮影セットが作られた。撮影はマカール・サンクランティのために一時中断し、同月16日から戦闘シーンの撮影が再開され、同月18日に撮影日数が100日目を迎えた。
3月28日からはラモジ・フィルムシティで夜間のシーンの撮影が行われ、ラージャマウリは4月5日に戦闘シーンの撮影が終了したことを発表した。短期間の休暇を挟み、4月20日から次の撮影スケジュールが開始された。アヌシュカとラーナーの出演シーンを撮影した後、5月に撮影チームは短期間の休暇に入った。同時にラーナーは数か月間撮影から離脱している。5月末にタマンナーが、6月から12月にかけて撮影に参加することを公表した。6月7日から10日にかけて、ゴールコンダでスディープとサティヤラージのアクションシークエンスが撮影された。この後、ラージャマウリは大雨で中断していたシーンの撮影を再開した。同月23日からタマンナーが撮影に参加し、プラバース、ラーナー、アヌシュカと共にラモジ・フィルムシティとアンナプルナ・スタジオで重要シーンの撮影が4日間かけて行われた。大雨で壊滅したトウモロコシ畑のシーンはブルガリアで撮影されることが決定した。

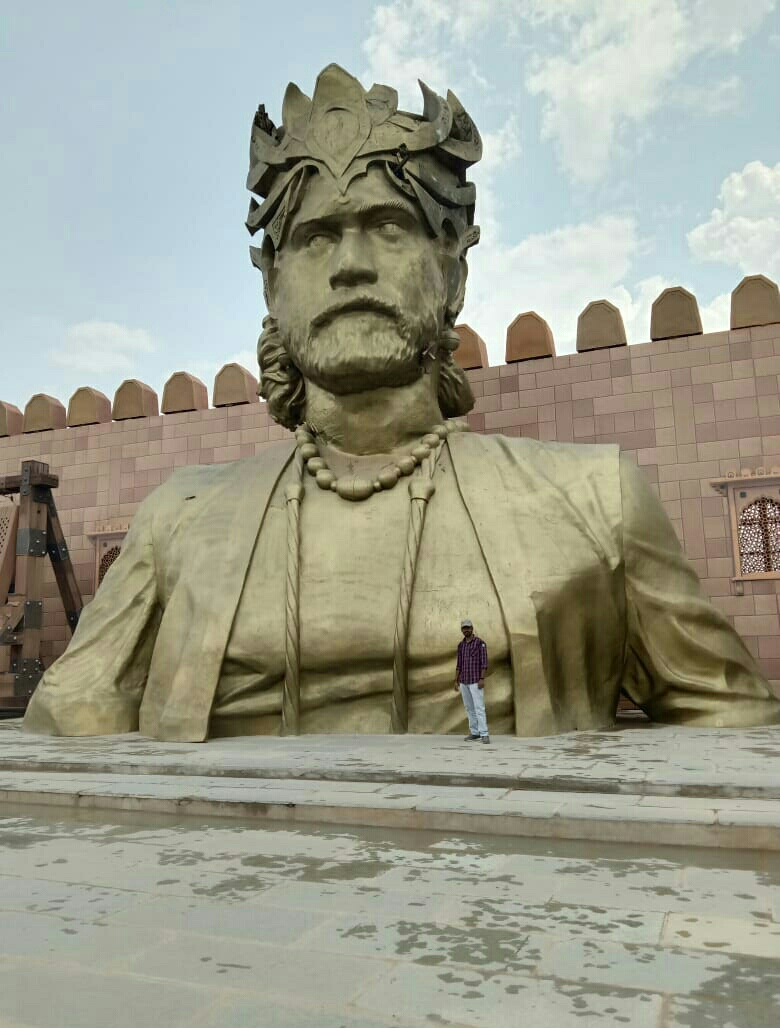
ラモジ・フィルムシティにあるバラーラデーヴァ像のセット

2014年7月にプラバースとタマンナーのダンスシークエンスがラモジ・フィルムシティで撮影され、K・シヴァサンカールが振り付けを担当した。このシークエンスでは一般的にアクションシーンなどで使用されるロープやトラスを使用して撮影されている。ダンスシークエンス撮影後は、ピーター・ハイン指導の下でアクションシークエンスの撮影が行われた。8月10日には撮影日数が200日間を超えた最初のテルグ語映画になった。同月26日からはマハーバレーシュワルで撮影が行われたが、雨・霧・寒さなどの悪天候のため撮影は難航した。撮影は2週間で終了し、9月12日からはラモジ・フィルムシティに戻り撮影が行われた。しかし、テルグ映画連盟に未加入のスタッフを雇用していたことが発覚し、これに抗議するストライキが発生したためラモジ・フィルムシティでの撮影が中止に追い込まれた。
11月30日までの間にプラバースとラーナーのアクションシークエンスがラモジ・フィルムシティで撮影された。タマンナーは特定のシークエンスの撮影中、強風で吹き飛ばされないようにサーブ・シリルが作った人工樹に身体をロープで固定して撮影を行った。12月初旬には25日間の日程でブルガリアでの撮影が開始された。この際、「テルグ映画連盟のストライキが原因でハイデラバードからブルガリアに移動した」と報じられたが、製作側は「ブルガリアでの撮影スケジュールはストライキの発生以前から決まっていた」と反論している。同地で3週間撮影した後、12月23日に撮影チームはハイデラバードに戻り、ラモジ・フィルムシティで残りの撮影を行った。ラモジ・フィルムシティでの撮影のためにラージャスターン州から100頭の馬が輸送された。2015年3月にはプラバース、ノラ・ファテヒ、スカーレット・メリッシュ・ウィルソン、マドゥー・スネーハー・ウパディヤイが登場するアイテム・ナンバー「マノハリ」の撮影が行われた。

### 興行成績
| 作品名              | 公開日        | 製作費         | 興行収入        |
| ------------------- | ------------- | -------------- | --------------- |
| バーフバリ 伝説誕生 | 2015年7月10日 | ₹1,800,000,000 | ₹6,500,000,000  |
| バーフバリ 王の凱旋 | 2017年4月28日 | ₹2,500,000,000 | ₹18,106,000,000 |
| 合計                | 合計          | ₹4,300,000,000 | ₹24,606,000,000 |

## スタッフ・キャスト

### スタッフ
| 役職                     | 作品名 | 作品名 |                            |
| 役職                     | バーフバリ 伝説誕生 (2015) | バーフバリ 王の凱旋 (2017) |                            |
| ------------------------ | --- | --- | -------------------------- |
| 監督                     | S・S・ラージャマウリ | S・S・ラージャマウリ |                            |
| 脚本                     | S・S・ラージャマウリ、V・ヴィジャエーンドラ・プラサード | S・S・ラージャマウリ、V・ヴィジャエーンドラ・プラサード |                            |
| 原案                     | V・ヴィジャエーンドラ・プラサード | V・ヴィジャエーンドラ・プラサード |                            |
| プロデューサー           | ショーブ・ヤーララガッダ プラサード・デーヴィネーニ | ショーブ・ヤーララガッダ プラサード・デーヴィネーニ |                            |
| プレゼンター             | K・ラーガヴェンドラ・ラーウ（テルグ語版） K・E・グナナヴェル・ラージャ（タミル語版） カラン・ジョーハル（ヒンディー語版） | K・ラーガヴェンドラ・ラーウ（テルグ語版） K・ラージャラージャン（タミル語版） カラン・ジョーハル（ヒンディー語版）                                                                                  |                            |
| ラインプロデューサー     | M・M・スリヴァリ | M・M・スリヴァリ |                            |
| 台詞脚本                 | C・H・ヴィジャイ・クマール、アジャイ・クマール（テルグ語版） マダン・カールキ（タミル語版） マンコンブ・ゴーパーラクリシュナン（マラヤーラム語版） マノージュ・ムンタシール（ヒンディー語版）                                                                                      | C・H・ヴィジャイ・クマール、アジャイ・クマール（テルグ語版） マダン・カールキ（タミル語版） マンコンブ・ゴーパーラクリシュナン（マラヤーラム語版） マノージュ・ムンタシール（ヒンディー語版）       |                            |
| 音楽監督                 | M・M・キーラヴァーニ | M・M・キーラヴァーニ |                            |
| 撮影監督                 | K・K・センティル・クマール | K・K・センティル・クマール | K・K・センティル・クマール |
| 編集技師                 | コータギリ・ヴェンカテーシュワラ・ラーウ Avid編集: タミラージュ 国際版編集: ヴァンサン・タベロン | コータギリ・ヴェンカテーシュワラ・ラーウ タミラージュ |                            |
| プロダクションデザイナー | サーブ・シリル | サーブ・シリル |                            |
| VFXスーパーバイザー      | V・スリニヴァス・モハン | R・C・カマラカンナン |                            |
| アクション監督           | ピーター・ハイン 追加スタント: ソロモン・ラージュ リー・ウィテカー カロイアン・ヴォデニチャロフ | キング・ソロモン リー・ウィテカー ケチャ・カンパディー ピーター・ハイン（ノンクレジット） |                            |
| 衣裳デザイナー           | ラーマ・ラージャマウリ プラシャンティ・ティピルネーニ | ラーマ・ラージャマウリ プラシャンティ・ティピルネーニ |                            |
| サウンドデザイナー       | P・M・サティーシュ マノージュ・M・ゴースワミ | P・M・サティーシュ マノージュ・M・ゴースワミ |                            |
| 配給会社                 | アルカ・メディアワークス（テルグ語版） スタジオ・グリーン（タミル語版） UVクリエーションズ（タミル語版） スリ・テナンダル・フィルムズ（タミル語版） ダルマ・プロダクション（ヒンディー語版） AAフィルムズ（ヒンディー語版） グローバル・ユナイテッド・メディア（マラヤーラム語版） | アルカ・メディアワークス（テルグ語版） Kプロダクション（タミル語版） ダルマ・プロダクション（ヒンディー語版） AAフィルムズ（ヒンディー語版） グローバル・ユナイテッド・メディア（マラヤーラム語版） |                            |
| 製作会社                 | アルカ・メディアワークス | アルカ・メディアワークス |                            |
| CBFCレイティング         | U/A | U/A |                            |

### キャスト
|  | 未登場 |

| キャラクター                        | 映画シリーズ               | 映画シリーズ               | アニメシリーズ                                                                                                   | ドラマシリーズ                 |  |
| キャラクター                        | バーフバリ 伝説誕生 (2015) | バーフバリ 王の凱旋 (2017) | バーフバリ 失われた伝説 (2017-)                                                                                  | バーフバリ: 帝国の夜明け (TBA) |  |
| ----------------------------------- | -------------------------- | -------------------------- | --- | ------------------------------ |  |
| アマレンドラ・バーフバリ            | プラバース                 | プラバース                 | ヴィラージ・アーダヴ（ヒンディー語版、英語版） パワン（テルグ語版） アルン（タミル語版）                         |                                |  |
| シヴドゥ / マヘンドラ・バーフバリ   | プラバース                 | プラバース                 | |                                |  |
| バラーラデーヴァ                    | ラーナー・ダッグバーティ   | ラーナー・ダッグバーティ   | マノージュ・パーンデー（ヒンディー語版、英語版） クリシュナ（テルグ語版） ディーパク（タミル語版）               |                                |  |
| デーヴァセーナ                      | アヌシュカ・シェッティ     | アヌシュカ・シェッティ     | |                                |  |
| アヴァンティカ                      | タマンナー・バティア       | タマンナー・バティア       | |                                |  |
| カッタッパ                          | サティヤラージ             | サティヤラージ             | サメイ・ラージ・タッカル（ヒンディー語版、英語版） ヴェンカテーシュ（テルグ語版） プラティヴ（タミル語版）       | スニール・パルワル             |  |
| シヴァガミ                          | ラムヤ・クリシュナ         | ラムヤ・クリシュナ         | マニニ・ミシュラ（ヒンディー語版、英語版） シャーマラ（テルグ語版） プラミーラ（タミル語版）                     | ムルナール・タークル           |  |
| ビッジャラデーヴァ                  | ナーサル                   | ナーサル                   | ディーパク・シンハー（ヒンディー語版） ハルシュ・シン（英語版） ボビー（テルグ語版） デーヴァ（タミル語版）      | スマラン・サーウ               |  |
| サンガ                              | ローヒニ                   | ローヒニ                   | |                                |  |
| ジャヤ・ヴァルマ                    | メカ・ラーマクリシュナ     | メカ・ラーマクリシュナ     | |                                |  |
| バドラ                              | アディヴィ・セッシュ       |                            | |                                |  |
| クマラ・ヴァルマ                    |                            | スッバラージュ             | |                                |  |
| カーラケーヤ族長                    | プラバカール               |                            | アディティヤ・ラーイ（ヒンディー語版、英語版） ラガヴァン（テルグ語版） セーヌ（タミル語版）                     |                                |  |
| ヴァラー                            |                            |                            | スミット・カウル（ヒンディー語版、英語版） ボビー（テルグ語版） サラート（タミル語版）                           |                                |  |
| ヤマグニ                            |                            |                            | ソナル・コウシャル（ヒンディー語版、英語版） サーイラージャ（テルグ語版、タミル語版）                            |                                |  |
| プラダン・グル                      |                            |                            | ヴィノード・クルカルニー（ヒンディー語版、英語版） ヴィシュウェスワル（テルグ語版） シヴァラーマン（タミル語版） |                                |  |
| スカンダダーサ                      |                            |                            | | ラーフル・ボース               |  |
| パッタラーヤ                        |                            |                            | | アトゥル・クルカルニー         |  |
| シヴァッパ                          |                            |                            | | サーヒブ・ヴェルマ             |  |
| マハーデーヴァ / ヴィクラマデーヴァ | プラバース                 |                            | | シッダールト・アローラー       |  |
| マラヤッパ                          |                            |                            | | テージ・サプル                 |  |
| ソーマデーヴァ                      |                            |                            | | ビジャイ・アーナンド           |  |

### 日本語吹替
|  | 未登場または台詞なし |

| キャラクター                      | 日本語吹替          | 日本語吹替          | 日本語吹替              |
| キャラクター                      | バーフバリ 伝説誕生 | バーフバリ 王の凱旋 | バーフバリ 失われた伝説 |
| --------------------------------- | ------------------- | ------------------- | ----------------------- |
| アマレンドラ・バーフバリ          | 小山力也            | 小山力也            | 小山力也                |
| シヴドゥ / マヘンドラ・バーフバリ | 小山力也            | 小山力也            |                         |
| バラーラデーヴァ                  | 山野井仁            | 山野井仁            | 山野井仁                |
| デーヴァセーナ                    | 今泉葉子            | 喜多村英梨          |                         |
| アヴァンティカ                    | 佐藤利奈            | 森なな子            |                         |
| カッタッパ                        | 麦人                | 麦人                | 麦人                    |
| シヴァガミ                        | 杉山滋美            | 杉山滋美            | 杉山滋美                |
| ビッジャラデーヴァ                | あべそういち        | あべそういち        | あべそういち            |
| サンガ                            | 天野真実            |                     |                         |
| ジャヤ・ヴァルマ                  |                     | 早川毅              |                         |
| バドラ                            | 宮本誉之            |                     |                         |
| クマラ・ヴァルマ                  |                     | 渡邉隼人            |                         |
| カーラケーヤ族長                  | 山田浩貴            |                     |                         |
| ヴァラー                          |                     |                     | 峰晃弘                  |
| ヤマグニ                          |                     |                     | ふじたまみ              |
| プラダン・グル                    |                     |                     | 樋浦勉                  |
| ダーマラージ                      |                     |                     | 大塚芳忠                |

## スピンオフ作品

### アニメシリーズ
アルカ・メディアワークスとグラフィック・インディアが共同製作したアニメシリーズ『バーフバリ 失われた伝説』がAmazonプライム・ビデオで配信された。第1話は2017年4月19日に公開され、第2話以降は5月19日からストリーミングを開始した。テレビ放送の権利はカラーズTVが取得し、Amazonプライム・ビデオでの放送終了後にテレビ放送された。

### Netflixシリーズ
シリーズの前日譚に当たる『バーフバリ: 帝国の夜明け』がNetflixで製作・公開される。

### 書籍
2017年3月31日に国母シヴァガミを主人公にした前日譚『ザ・ライズ・オブ・シヴァガミ』が刊行された。同作は『バーフバリ』小説三部作の第1弾として発表された。同月にはグラフィックノベル『Baahubali: Battle of the Bold』がグラフィック・インディアから発表された。2018年4月には深谷陽が作画を担当したコミカライズ作品の発売が発表され、同年6月に発売された。